# Conflicto en Chittagong Hill Tracts
El conflicto de las Colinas de Chittagong fue un conflicto político y armado entre el gobierno de Bangladés y el Parbatya Chattagram Jana Sanghati Samiti, Partido Popular Unido de las Colinas de Chittagong, y su brazo armado, el Shanti Bahini, por la cuestión de la autonomía y los derechos sobre la tierra del pueblo jumma, principalmente para el pueblo Chakma y los demás indígenas de las Colinas de Chittagong. Shanti Bahini lanzó una insurgencia contra las fuerzas del gobierno en 1977, cuando el país estaba bajo dominio militar, y el conflicto continuó durante veinte años hasta que el gobierno y la PCJSS firmaron el Acuerdo de Paz de Chittagong Hill Tracts en 1997.
Las acciones llevadas a cabo entonces por las Fuerzas Armadas y los grupos Parbatya Chattagram Jana Sanghati Samiti resultaron castigadas por ambas partes. También hubo informes de violaciones masivas por parte de los paramilitares Ansars de Bangladés, aunque estos han sido discutidos. Según Amnistía Internacional, a partir de junio de 2013 el gobierno de Bangladés realizó "progresos encomiables" en la aplicación de los términos del acuerdo de paz y en el tratamiento de las preocupaciones del pueblo Jumma sobre la devolución de sus tierras. Amnistía estima que actualmente sólo hay 900 familias Jumma desplazadas internamente.

## Antecedentes
El origen del conflicto en las Colinas de Chittagong se remonta a la dominación británica. Los británicos, a finales del siglo XIX, reorganizaron el CHT. Esto dio lugar al reconocimiento de tres jefes tribales (rajás) en 1860, a la promulgación del Reglamento de la Policía Fronteriza de Chittagong Hill Tracts en 1881, que autorizaba una fuerza policial de entre los pueblos de las colinas, y a la promulgación del Reglamento de Chittagong Hill Tracts en 1900, que les otorgaba derechos y autonomía. Cuando Bangladés era el ala oriental del Pakistán, se produjo un resentimiento generalizado por el desplazamiento de hasta 100 000 de los pueblos nativos debido a la construcción de la presa de Kaptai en 1962. Los desplazados no recibieron compensación del gobierno y muchos miles huyeron a la India. Tras la  creación de Bangladés en 1971, los representantes de los Chittagong Hill Tracts, que era el político chakma Manabendra Narayan Larma, buscaron la autonomía y el reconocimiento de los derechos de los pueblos de la región. Larma y otros representantes de Hill Tracts protestaron contra el proyecto de Constitución de Bangladés. No reconocía la identidad étnica y la cultura de los pueblos no bengalíes de Bangladés. La política del gobierno reconocía sólo la cultura y el idioma bengalíes, y designaba a todos los ciudadanos de Bangladés como bengalíes. En conversaciones con una delegación de Chittagong Hill Tracts encabezada por Manabendra Narayan Larma, el líder fundador del país, el jeque Sheikh Mujibur Rahman, expresó que los grupos étnicos de las Colinas como ciudadanos de Bangladés deberían tener la identidad bengalí, lo que más tarde se demostró que era una falsa acusación.
Los Jummas de las colinas migratorias recibieron un trato especial, ya que fueron la minoría después de la independencia en 1971.. La rebelión de los Jumma comenzó después de la independencia de Bangladés en 1971.

## Insurgencia
M. N. Larma y otros fundaron el Parbatya Chattagram Jana Samhati Samiti (PCJSS) como una organización política unida de todos los pueblos y tribus nativas en 1973. El ala armada del PCJSS, el Shanti Bahini, se organizó para resistir las políticas del gobierno. La crisis se agravó durante el gobierno de emergencia del jeque Mujib, que había prohibido todos los partidos políticos salvo su BAKSAL y los sucesivos regímenes militares que siguieron a su asesinato en 1975. En 1977, los Shanti Bahini lanzaron su primer ataque contra un convoy del ejército de Bangladés. Se afirma que el gobierno indio ayudó a los Shanti Bahini a establecer bases al otro lado de la frontera de Bangladés.
El Shanti Bahini dividió su área de operaciones en zonas y levantó fuerzas de los nativos, que fueron formalmente entrenados. El Shanti Bahini atacó a la policía y los soldados bengalíes, las oficinas gubernamentales, el personal y los demás bengalíes de la región. El grupo también atacó a cualquier nativo que se creyera que se oponía a él y que apoyaba al gobierno. Según fuentes del gobierno, entre 1980 y 1991, 1180 personas fueron asesinadas por los Shanti Bahini, y 582 fueron secuestradas.
Cuatrocientos  Chakmas, incluido Anupam Chakma, huyeron a la India para evadir al ejército de Bangladés en 1989. Aunque se afirmaba que representaba a todas las tribus de Chittagong Hill Tracts, en realidad Chakmas dominaba a los shanti bahiníes.
El 11 de septiembre de 1996 los rebeldes de Chakma Shanti Bahini, según se informa, secuestraron y mataron a entre 28 y 30 leñadores bengalíes.

### Detenciones
Las personas que vivían en la zona de Hill Tracts a menudo eran detenidas y torturadas bajo custodia bajo la sospecha de ser miembros de los Shanti Bahini o de ayudar a los Shanti Bahini. Había numerosos puestos de control en las carreteras y los transbordadores en Chittagong Hill Tracts.
Las personas que son detenidas bajo sospecha son sometidas a severas palizas, electrocución, ahogamiento, colgar boca abajo, empujar cigarrillos encendidos sobre los cuerpos, etc. Los prisioneros son detenidos en fosas y trincheras. Los cautivos son llevados para ser interrogados una vez cada vez.

### Acontecimientos recientes

#### Emboscada 2018
Veintiún años después del tratado de paz del 5 de mayo de 2018, hombres armados no identificados emboscaron y asesinaron a 5 personas en el distrito de Rangamati, incluyendo al líder de las FDPU Tapan Jyoti Chakma. Se sospecha que el ataque fue causado por conflictos internos entre facciones rivales Chackma. Este es el incidente más mortífero de este tipo que involucra al pueblo indígena Chackma desde la firma del Acuerdo de Paz de Chittagong Hill Tracts en 1997.

## Reacción del gobierno

A map of the Chittagong Hill Tracts.

Al estallar la insurgencia, el Gobierno de Bangladés desplegó el ejército para iniciar las operaciones contra la insurgencia. El entonces presidente de Bangladés, Ziaur Rahman, creó una Junta de Desarrollo de las Colinas de Chittagong bajo la dirección de un general del ejército para atender a las necesidades socioeconómicas de la región, pero la entidad resultó ser impopular y se convirtió en una fuente de antagonismo y desconfianza de los nativos contra el gobierno. El gobierno no abordó el problema de larga data del desplazamiento de personas, que se estima en 100 000, causado por la construcción de la presa de Kaptai en 1962. Los desplazados no recibieron indemnización y más de 40 000 personas de Chakma habían huido a la India.[29]. En el decenio de 1980, el gobierno comenzó a asentar a bengalíes en la región, lo que provocó el desalojo de muchos nativos y una alteración significativa de la demografía. Habiendo constituido sólo el 11,6% de la población regional en 1974, el número de bengalíes creció en 1991 hasta constituir el 48,5% de la población regional.
En 1989, el gobierno del entonces presidente Hossain Mohammad Ershad aprobó la Ley de consejos de distrito que creaba tres niveles de consejos de gobierno local para delegar poderes y responsabilidades a los representantes de los pueblos nativos, pero los consejos fueron rechazados y se les opuso la PCJSS.

## Acuerdo de paz
Artículo principal: Acuerdo de Paz de Chittagong Hill Tracts
Las negociaciones de paz se iniciaron después de la restauración de la democracia en Bangladés en 1991, pero se hicieron pocos progresos con el gobierno del Primer Ministro Jaleda Zia, la viuda de Ziaur Rahman y su Partido Nacionalista de Bangladés. En 1996 se iniciaron nuevas rondas de conversaciones con la recién elegida primera ministra Sheikh Hasina, de la Liga Awami de Bangladés, hija del jeque Sheikh Mujibur Rahman. El acuerdo de paz se finalizó y firmó formalmente el 2 de diciembre de 1997.
El acuerdo reconocía el estatus especial de los residentes de las colinas. Los rebeldes de Chakma seguían en las Colinas de Chittagong en 2002.
Los Chakmas también viven en el estado de Tripura, en la India, donde una insurgencia separatista de Tripuri duró entre 1990 y 2012.